# Kelly Linková
Kelly Linková (* 1969 Miami) je americká autorka povídek, které jsou na pomezí žánrů fantasy, science fiction a magického realismu.

## Česky vydaná díla
- Dějí se větší podivnosti (Stranger Things Happen), překlad Petra Kůsová, Argo, 2008
- Magie pro začátečníky (Magic for Begginers), překlad Viktor Janiš, Argo, 2008